# Anomalurus derbianus
Anomalurus derbianus је врста глодара из породице афричке летеће веверице (Anomaluridae). 

## Распрострањење
Ареал врсте Anomalurus derbianus обухвата већи број држава. 
Врста има станиште у Нигеру, Нигерији, Камеруну, Замбији, Анголи, Кенији, Танзанији, Бурундију, Републици Конго, Екваторијалној Гвинеји, Гвинеји, Малавију, Руанди, Сијера Леонеу, Уганди, Централноафричкој Републици, Обали Слоноваче, Габону, Гани, Либерији и Тогу. Присуство у Бенину је непотврђено.

## Станиште
Станиште врсте су шуме. Врста је по висини распрострањена до 2.400 метара надморске висине. 

## Угроженост
Ова врста је наведена као последња брига, јер има широко распрострањење и честа је врста.